# Municipio de Ripley (condado de Holmes)
El municipio de Ripley (en inglés: Ripley Township) es un municipio ubicado en el condado de Holmes en el estado estadounidense de Ohio. En el año 2010 tenía una población de 2338 habitantes y una densidad poblacional de 30,54 personas por km².

## Geografía
El municipio de Ripley se encuentra ubicado en las coordenadas 40°37′42″N 82°2′59″O / 40.62833, -82.04972. Según la Oficina del Censo de los Estados Unidos, el municipio tiene una superficie total de 76.56 km², de la cual 76,37 km² corresponden a tierra firme y (0,25 %) 0,19 km² es agua.

## Demografía
Según el censo de 2010, había 2338 personas residiendo en el municipio de Ripley. La densidad de población era de 30,54 hab./km². De los 2338 habitantes, el municipio de Ripley estaba compuesto por el 98,42 % blancos, el 0,17 % eran afroamericanos, el 0,13 % eran isleños del Pacífico, el 0,73 % eran de otras razas y el 0,56 % eran de una mezcla de razas. Del total de la población el 1,33 % eran hispanos o latinos de cualquier raza.